# Notário (osso)

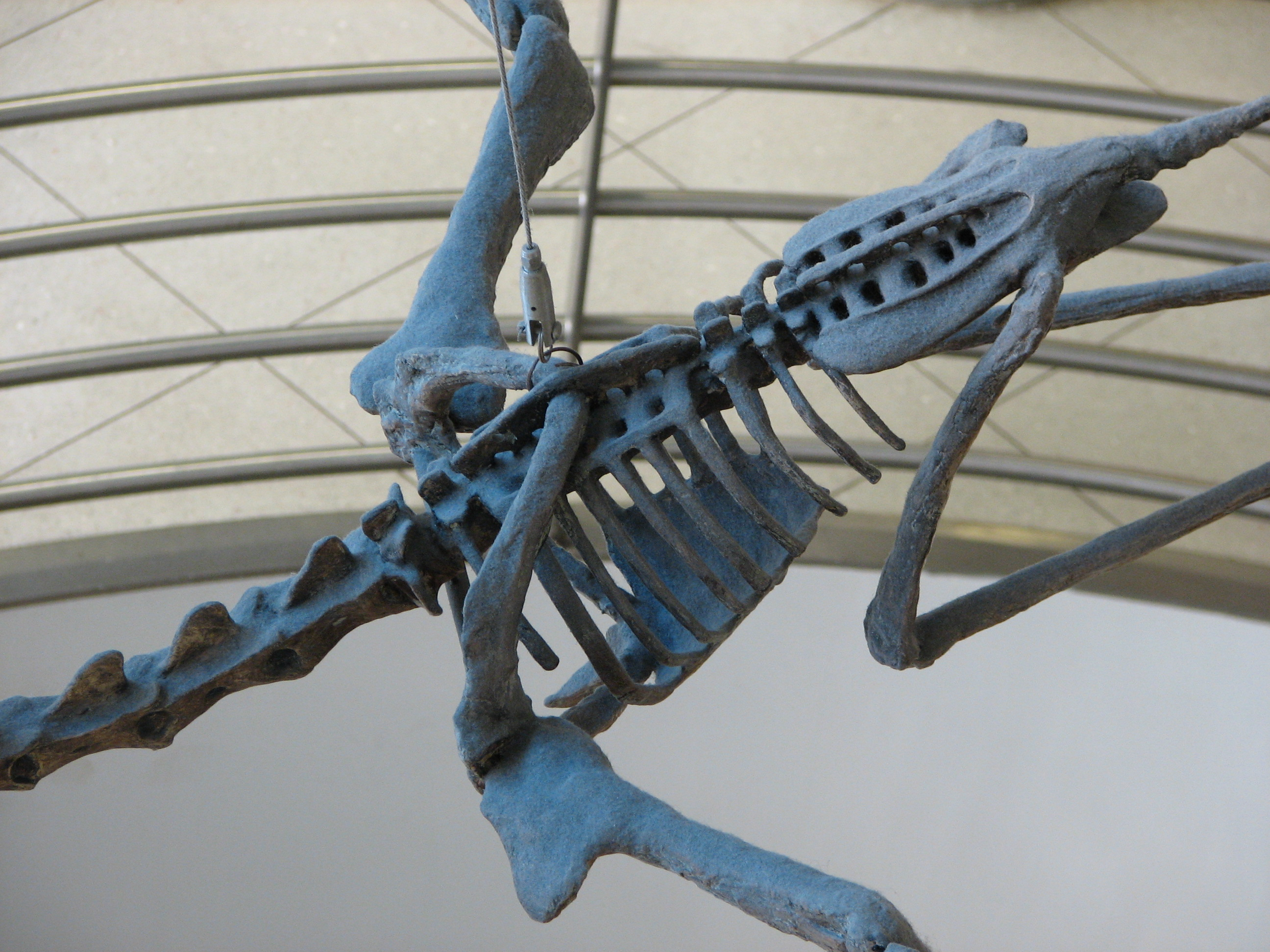
Corpo montado de um Pteranodon, mostrando o notário entre as lâminas vertebrais do ombro

Notário ou osso dorsal é um osso que consiste na vértebra fundida do ombro em pássaros e alguns pterossauros. A estrutura ajuda a proteger o peito contra as forças geradas pelas asas. Nas aves, as vértebras estão em contato apenas com as vértebras e costelas adjacentes, enquanto em alguns pterossauros o notário se articula com a escápula.
Entre as aves, o notário é encontrado entre Galliformes, Columbidae, Tinamidae, Podicipedidae, Phalacrocoracidae, Threskiornithidae, Phoenicopteridae, Falconidae, Gruidae, Aramidae, Psophiidae, Rhynochetidae, Eurypygorne, Eurypygornidae, Mesitornithocididae, Pteroclididae, Opisthocomidae e Steatornithidae. Ele contém 2-6 vértebras. Provavelmente evoluiu pelo menos 10 vezes independentemente em pássaros. 